# Campionati asiatici di badminton 2003
I Campionati asiatici di badminton 2003 si sono svolti a Giacarta, in Indonesia. È stata la 22ª edizione del torneo, organizzato dalla Badminton Asia.

## Podi
| Evento              | Oro                        | Argento                      | Bronzo                           |
| Singolare maschile  | Sony Dwi Kuncoro           | Taufik Hidayat               | Agus Hariyanto                   |
| Singolare maschile  | Sony Dwi Kuncoro           | Taufik Hidayat               | Ng Wei                           |
| Singolare femminile | Wang Chen                  | Silvi Antarini               | Dai Yun                          |
| Singolare femminile | Wang Chen                  | Silvi Antarini               | Ling Wan Ting                    |
| Doppio maschile     | Lee Dong-soo Yoo Yong-sung | Markis Kido Hendra Setiawan  | Flandy Limpele Eng Hian          |
| Doppio maschile     | Lee Dong-soo Yoo Yong-sung | Markis Kido Hendra Setiawan  | Luluk Hadiyanto Alvent Yulianto  |
| Doppio femminile    | Ra Kyung-min Lee Kyung-won | Hwang Yu-mi Lee Hyo-jung     | Tomomi Matsuda Aki Akao          |
| Doppio femminile    | Ra Kyung-min Lee Kyung-won | Hwang Yu-mi Lee Hyo-jung     | Jo Novita Lita Nurlita           |
| Doppio misto        | Nova Widianto Vita Marissa | Anggun Nugroho Eny Widiowati | Kim Yong-hyun Lee Hyo-jung       |
| Doppio misto        | Nova Widianto Vita Marissa | Anggun Nugroho Eny Widiowati | Liu Kwok Wa Louisa Koon Wai Chee |